# Букиник, Михаил Евсеевич
Михаил Евсеевич Букиник (при рождении Ихиль-Михель Ушерович-Меерович Букиник; 29 октября [10 ноября] 1872, Харьков — 22 июля 1953, Нью-Йорк) — русский и американский виолончелист. Брат скрипача Исаака Букиника.

## Биография
Родился 29 октября (по старому стилю) 1872 года в Харькове в семье дубенского мещанина Ушера Гершковича (Меер-Гершовича) Букиника (1821—1882) и Ланы Ушеровны Букиник (1836—1891). Племянник — химик Яков Исаакович Бокиник.
Окончил Музыкальное училище Харьковского отделения Русского музыкального общества (1890) по классу Альфреда Глена, затем последовал за своим учителем в Московскую консерваторию, которую под его руководством окончил в 1895 году. Входил в кружок студентов, а затем и выпускников консерватории, объединившийся вокруг Александра Гольденвейзера; был первым исполнителем Элегического трио № 2 Сергея Рахманинова, посвящённого памяти Чайковского (с Гольденвейзером и Константином Сараджевым), впоследствии опубликовал воспоминания «Молодой Рахманинов» (в сборнике «Памяти Рахманинова», Нью-Йорк, 1946).
В конце 1890-х годах гастролировал по России с оркестром под руководством Дмитрия Ахшарумова. В 1899—1904 годахиинском институте благородных девиц, активно участвовал в культурной жизни Саратова — в частности, организовал в 1904 году. Вечер нового искусства с участием поэта Константина Бальмонта, художников Петра Уткина и Павла Кузнецова. В Саратове сдружился с художником Виктором Борисовым-Мусатовым, поддерживал его морально и материально, пропагандировал его творчество.
В 1904—1906 годах концертировал в Германии, Франции и Швейцарии. С 1906 года в Москве, преподавал в училище сестёр Гнесиных и так называемой Народной консерватории, участвовал в различных камерных ансамблях. В 1919—1922 годах профессор Харьковской консерватории. С 1922 жил в Польше, играл в Лодзинском симфоническом оркестре, с 1923 переехал в США, где в течение ряда лет играл в Нью-Йоркском симфоническом оркестре под руководством Вальтера Дамроша.
Из сочинений Букиника наибольшей известностью пользуются «Четыре концертных этюда». Кроме того, ему принадлежат виолончельные транскрипции пьес П. И. Чайковского, А. Г. Рубинштейна, В. С. Калинникова, Э. Ф. Направника и др.
Скончался в Нью-Йорке в 1953 году.

## Публикации
- Букиник М. К предстоящему концерту А. Зилоти [в Карнеги Холл] // Новое русское слово.— Нью-Йорк, 1929.— 9 октября (№ 6100).— С. 2.
- Букиник М. Служение искусству: (По поводу концерта А. Зилоти) // Новое русское слово.— Нью-Йорк, 1931.— 14 октября (№ 6835).— С. 3.
- Букиник М. Ольга Аверино и А. Зилоти // Новое русское слово.— Нью-Йорк, 1932.— 3 ноября (№ 7221).— С. 3.
- Букиник М. Молодой Рахманинов: (Из прошлого) // Новое русское слово.— Нью-Йорк, 1932.— 18 декабря (№ 7265).— С. 3, 4.
- Букиник М. Зилоти об ошибке Бетховена: По поводу музыкального открытия Зилоти: [О ритмическом нарушении в скерцо 9-й симфонии] // Новое русское слово.— Нью-Йорк, 1935.— 25 декабря (№ 8365).— С. 3.
- Букиник М. Расстрелянный Рыков и шарманщики: Эпизод из моей жизни // Новое русское слово.— Нью-Йорк, 1938.— 8 мая (№ 9225).— С. 3, 7.
- Букиник М. Моё знакомство с К. Д. Бальмонтом // Новое русское слово.— Нью-Йорк, 1943.— 11 апреля (№ 11006).— С. 2.
- Букиник М. Мои встречи с Толстым: Из воспоминаний // Новое русское слово.— Нью-Йорк, 1945.— 4 марта (№ 12000).— С. 2.
- Букиник М. Памяти С. Ю. Судейкина // Новое русское слово.— Нью-Йорк, 1946.— 18 августа (№ 12530).— С. 5.
- Букиник М. Арсений Николаевич Корещенко: К 25-летию смерти композитора // Новое русское слово.— Нью-Йорк, 1946.— 3 ноября (№ 12607).— С. 8.
- Букиник М. Сергей Иванович Танеев // Новое русское слово.— Нью-Йорк, 1946.— 29 декабря (№ 12663).— С. 4, 5.
- Букиник М. Глиэр, Рахманинов, Скрябин и Медтнер: Из воспоминаний музыканта // Новое русское слово.— Нью-Йорк, 1947.— 14 сентября (№ 12925).— С. 2.
- Букиник М. Композиторы и дирижеры: Из воспоминаний // Новое русское слово.— Нью-Йорк, 1948.— 18 мая (№ 13171).— С. 3, 4.
- Букиник М. Композиторы и дирижеры: (Ответ г. Малько) // Новое русское слово.— Нью-Йорк, 1948.— 3 июня (№ 13187).— С. 3.
- Букиник М. Фонд имени Рахманинова и пианист Графман // Новое русское слово.— Нью-Йорк, 1948.— 30 декабря (№ 13397).— С. 4.
- Букиник М. Встреча с Х. Бяликом // Новое русское слово.— Нью-Йорк, 1949.— 14 августа (№ 13624).— С. 5.
- Букиник М. Николай Метнер: (Воспоминания) // Новое русское слово.— Нью-Йорк, 1951.— 2 декабря (№ 14464).— С. 5.
- Букиник М. Рахманинов — музыкальный инспектор: (К 10-летию смерти) // Новое русское слово.— Нью-Йорк, 1953.— 15 марта (№ 14932).— С. 4.